# استان کرابی

نقشهٔ تایلند و جایگاه استان کرابی.

استان کرابی یکی از استانهای کشور تایلند است. مساحت آن 4708 کیلومترمربع می‌باشد. جمعیت این استان در سال ۲۰۰۰ بالغ بر ۳۳۶۰۰۰ نفر برآورد شده است .
استان کرابی از نظر تقسیمات کشوری بخشی از ناحیه جنوب تایلند به حساب می آید. مرکز این استان شهر کرابی است.